# Filmfest München
Das Filmfest München (Eigenschreibweise: FILMFEST MÜNCHEN) ist das nach der Berlinale wohl bedeutendste Filmfestival in Deutschland. Es findet jährlich Ende Juni in München statt und ist damit Deutschlands bedeutendstes Sommer-Filmfestival. Es stellt Spiel-, Dokumentar- und Kurzfilme sowie Fernsehfilme in internationaler, europäischer oder deutscher Erstaufführung vor. Die 42. Ausgabe fand vom 27. Juni bis 6. Juli 2025 statt.

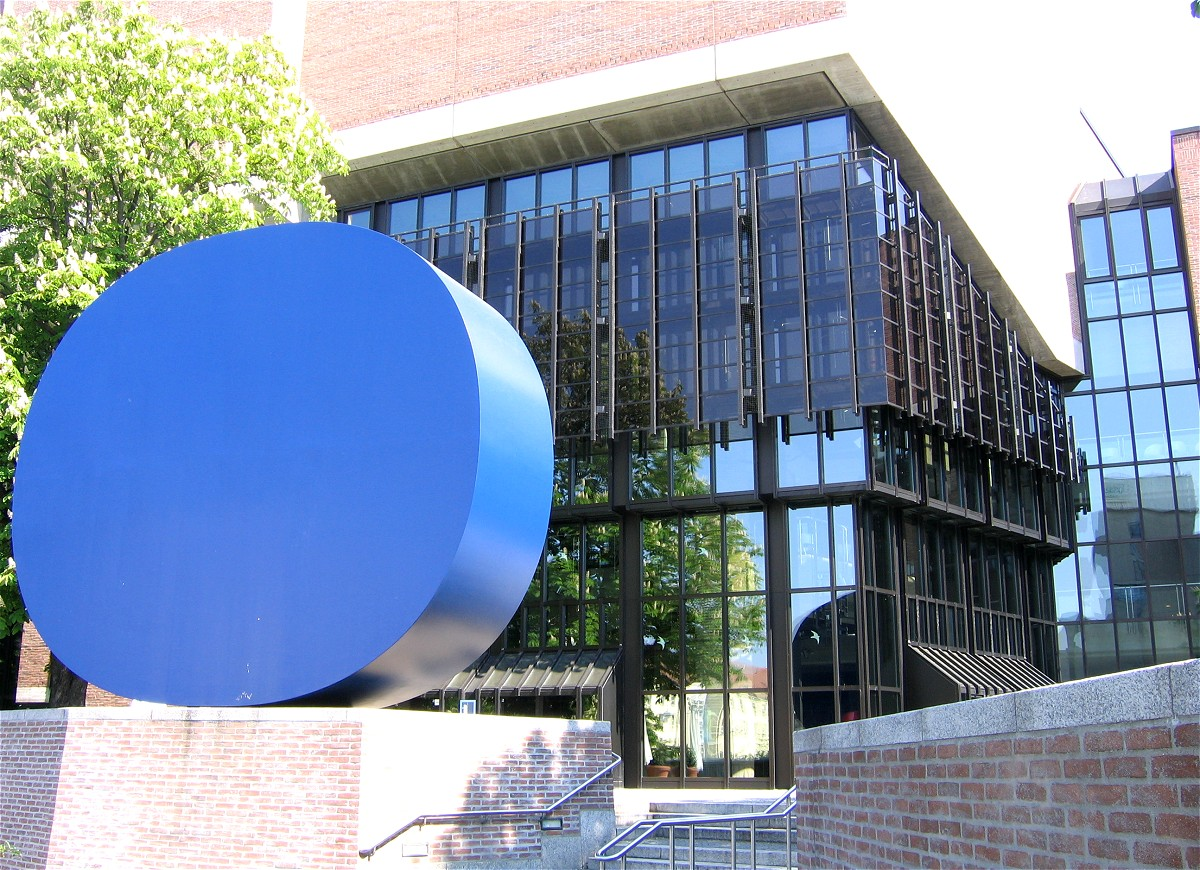
Das Kulturzentrum Gasteig – Presse- und Gästezentrum des Filmfests München

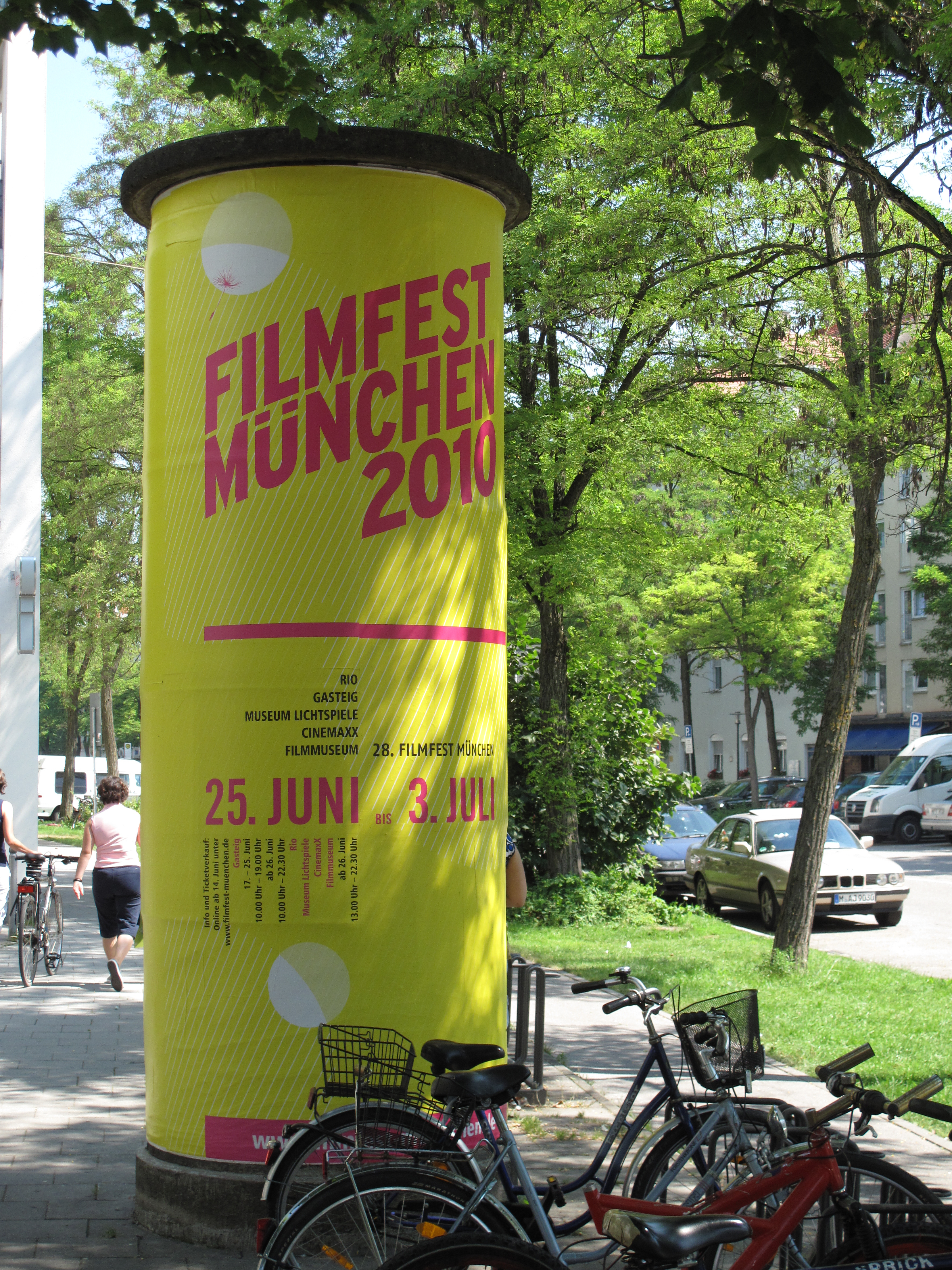
Litfaßsäule mit Plakatierung für das Filmfest München 2010

## Allgemeines
Mit mehr als 180 Filmen auf über 18 Leinwänden und etwa 80.000 Besuchern ist es vor allem ein Publikumsfestival. Zugleich dient es Filmjournalisten und Fachbesuchern als Treffpunkt der Filmbranche. Es ist das nach der Berlinale wohl bedeutendste Filmfestival in Deutschland.

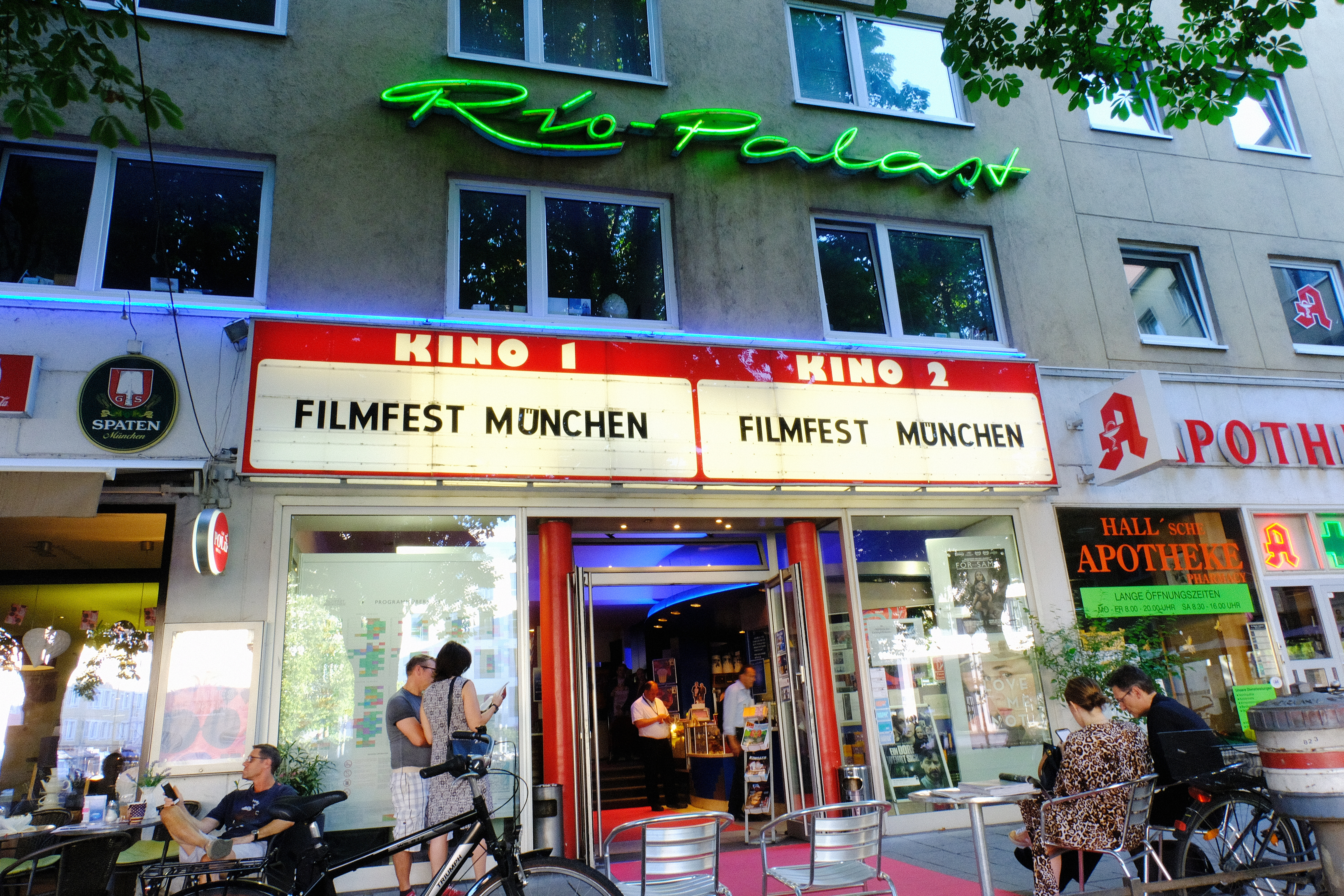
Das RIO-Kino (2019)

Das Filmfest dauert zehn Tage. Nach der Eröffnungsveranstaltung im Mathäser-Filmpalast spielt sich das Festival an zentralen Veranstaltungsorten in ganz München ab. 2022 wurde das Festival erstmals in der neuen Isarphilharmonie eröffnet. Neben dem Filmmuseum, Filmtheater Sendlinger Tor, Gloria Palast, Theatiner Film, den City Kinos und dem RIO Filmpalast in der Innenstadt Münchens zieht sich der Festivalbereich mit der Hochschule für Fernsehen und Film München (HFF), dem ARRI-Kino und dem Amerikahaus bis nach Schwabing.
Das Presse- und Gästezentrum des Filmfests München war viele Jahre im Gasteig und ist 2022 ins Amerikahaus umgezogen. Veranstalter des Festivals ist die Internationale Münchner Filmwochen GmbH, die auch das jährlich im Herbst stattfindende Internationale Festival der Filmhochschulen München (Filmschoolfest Munich) veranstaltet. Gesellschafter sind der Freistaat Bayern, die Landeshauptstadt München, die Spitzenorganisation der Filmwirtschaft (SPIO) und der Bayerische Rundfunk.
Das Leitungsduo aus Christoph Gröner, Geschäftsführer und Festivalleiter, Julia Weigl künstlerische Leiterin, ist bis 2030 im Amt.

## Geschichte
Das Filmfest München wurde 1983 zum ersten Mal veranstaltet. Eberhard Hauff, Bruder des Regisseurs Reinhard Hauff, leitete das Festival bis 2003. Ihm folgte Andreas Ströhl. Nach der 29. Ausgabe des Festivals im Jahr 2011 übernahm Diana Iljine die Leitung, die sie bis 2023 innehielt.
Das Filmfest München ist nach der Berlinale das nach der Besucherzahl zweitgrößte internationale Filmfestival in Deutschland. Im Jahr 2015 wurde mit rund 81.000 Eintrittskarten ein Besucherrekord aufgestellt, der auch weiterhin gehalten wird.
Jährlich sind beim Filmfest München über 2.500 deutsche und internationale Medienprofessionals aus der Film-, Fernseh- und Videobranche sowie mehr als 600 Journalisten akkreditiert.
Das für 2020 geplante Filmfest wurde aufgrund der COVID-19-Pandemie abgesagt. Von 15. Juli bis Ende August 2020 fand stattdessen das Filmfest München Pop-up im Autokino statt, mit je einer Premiere pro Woche, darunter In Berlin wächst kein Orangenbaum, Faking Bullshit und Hello Again – Ein Tag für immer.
Das 39. Filmfest München fand vom 23. Juni bis 2. Juli 2022 statt.
Die 40. Ausgabe des Festivals 2023 fand vom 23. Juni bis 1. Juli 2023 statt. Im Oktober 2023 wurde Christoph Gröner der neue Festivalleiter.

## Reihen
Das Filmfest bietet ein offenes Programm – von großen Premieren bis zum No-Budget-Underground, vom engagierten Spielfilm bis zur aktuellen politischen Dokumentation. Ein besonderer Schwerpunkt ist traditionell die Förderung junger Talente aus aller Welt. Besonderen Wert legt München dabei auch auf die deutschen Filmemacher. Neben den traditionellen Reihen des Festivalprogramms werden auch immer wieder neue thematische oder regionale Schwerpunkte gesetzt. Nach einer Neugestaltung der Reihen im Jahr 2012 sind die aktuellen Reihen des Filmfests München:

### Wettbewerb CineMasters
CineMasters ist der Wettbewerb um den besten internationalen Film. Eine Auswahl von internationalen Produktionen konkurriert um den CineMasters Award, der von einer international besetzten Jury aus drei Personen vergeben wird.

### Wettbewerb CineCoPro
CineCoPro ist der Wettbewerb um die beste internationale Koproduktion mit deutscher Beteiligung.

### Wettbewerb CineVision
CineVision ist der Wettbewerb um die Auszeichnung als bester internationaler Nachwuchsfilm. Internationale Regie-Talente konkurrieren in der Reihe mit ihren Debütfilmen um den CineVision Award. Eine dreiköpfige Experten-Jury kürt den Gewinner.

### Wettbewerb CineRebels
CineRebels ist der Wettbewerb für Produktionen beliebiger Herkunft, die die ausgetretenen Pfade des Üblichen verlassen. Sie sind überraschend, experimentell oder radikal und gegen den Mainstream angelegt.

### Spotlight
In der Reihe Spotlight werden seit 2012 Starkino und Filme mit großen Namen vor oder hinter der Kamera gezeigt. Von manchen Zeitungen wurde diese neue Reihe als Manifestation eines Strebens nach mehr Glanz und Glamour interpretiert.

### International Independents
In der Reihe International Independents gibt das Festival seit 2012 seinem Publikum die Gelegenheit, abseits des Mainstreams auf die Kinowelt zu schauen. Politische Stoffe, Indie-Komödien und andere cinephile Einzelstücke aus aller Welt sind zu sehen. In dieser Reihe gingen die American Independents auf, die jahrelang vielen US-Indie-Regisseuren ihre erste internationale Plattform boten – darunter Steven Soderbergh (Schizopolis), Jonathan Demme (Stop Making Sense), Ethan und Joel Coen (Blood Simple – Eine mörderische Nacht), Allison Anders (Border Radio), Tom DiCillo (Living in Oblivion) und Richard Linklater (Slacker) – und so zu einem Aushängeschild des Filmfests München geworden waren. Ziel war, der zunehmenden Globalisierung in der Filmbranche Rechnung zu tragen und den Produktions-Stil, nicht das -land ins Zentrum der Betrachtung zu rücken.

### Neues Deutsches Kino

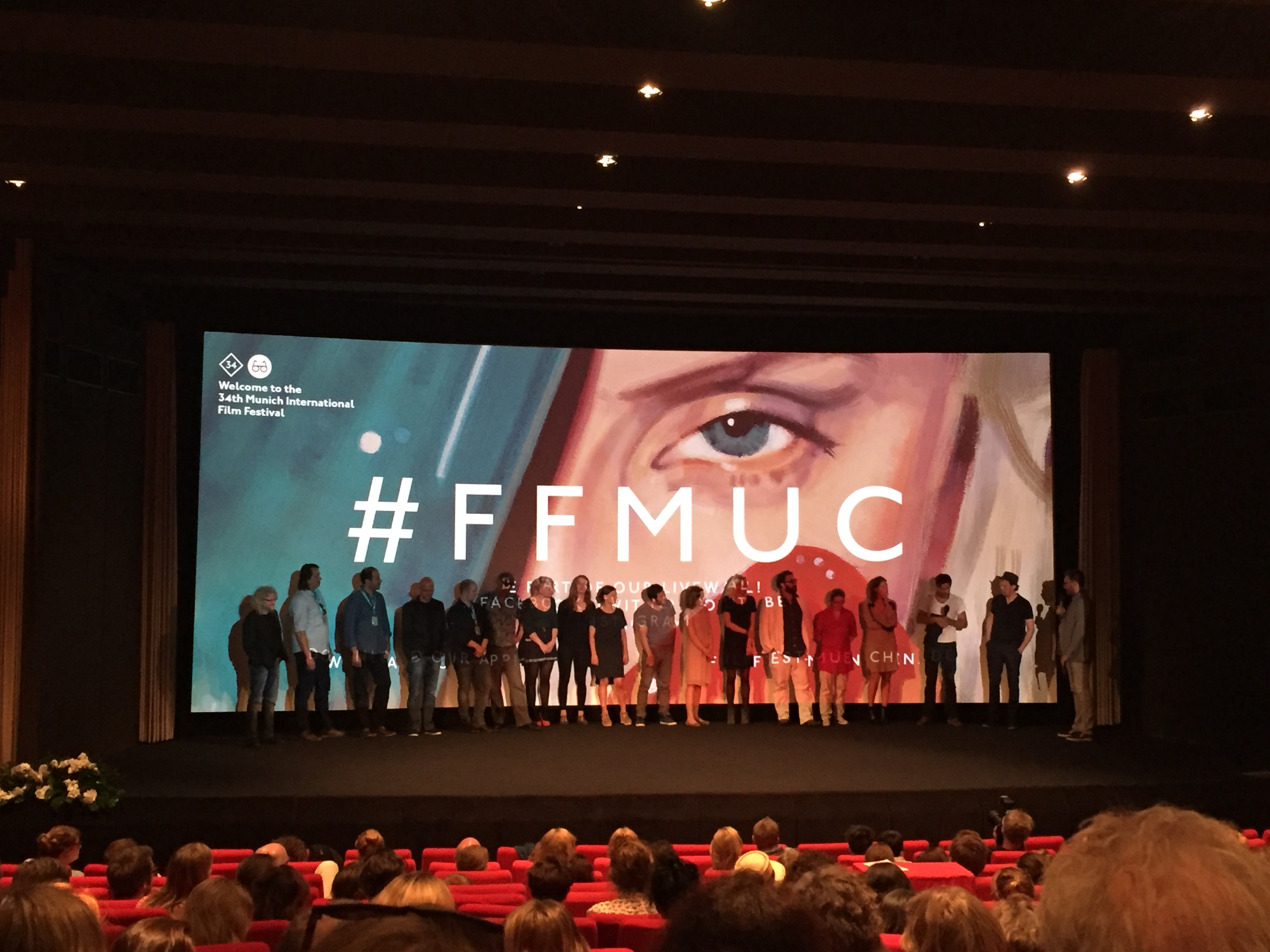
Filmteam Die Hände meiner Mutter bei der Uraufführung/Weltpremiere beim Filmfest München, Juni 2016. Zweiter von rechts: Regisseur Florian Eichinger

In der Reihe Neues Deutsches Kino werden ausschließlich Kinofilme in deutscher Erstaufführung gezeigt. Deutsche Regisseure wie Florian Eichinger (Die Hände meiner Mutter), Sönke Wortmann (Allein unter Frauen), Rainer Kaufmann (Stadtgespräch), Oskar Roehler (Silvester Countdown) und Marcus H. Rosenmüller (Wer früher stirbt ist länger tot) präsentierten hier ihre Filme zum ersten Mal. Auch die Oscar-nominierten Filme Jenseits der Stille von Caroline Link und Die Geschichte vom weinenden Kamel von Byambasuren Davaa und Luigi Falorni hatten ihre Uraufführung in der Reihe. Verliehen wird in dieser Reihe der Förderpreis Neues Deutsches Kino.

### Neues Deutsches Fernsehen
Uraufführungen ausgewählter Fernsehfilme und Streamingformate werden in der Reihe Neues Deutsches Fernsehen gezeigt. Serien und Fernseh-Spielfilme des kommenden Jahres sind hier auf der Leinwand, bevor sie im Fernsehen oder bei Streaminganbietern verfügbar sind.
Die Reihe ist 2000 aus der internationalen TV-Reihe Top TV hervorgegangen. Gezeigt wurden unter anderem Filme von Rainer Kaufmann (Blaubeerblau, Föhnlage. Ein Alpenkrimi), Tim Trachte (Davon willst du nichts wissen), Michael Verhoeven (Let’s Go!) und Dominik Graf (Polizeiruf 110 – Cassandras Warnung).

### Wettbewerb CineKindl
Der Wettbewerb CineKindl bietet intelligente Unterhaltung. Er zeigt unterschiedliche filmische Genres und Themen, die sich an alle Altersgruppen ab 5 Jahre wenden.

### Ehrungen
Die Reihe Ehrungen vereint alle Filme, mit denen das Festival das Werk einzelner Künstler besonders hervorhebt. Hier findet man auch neue Dokumentarfilme, die sich dem Kino und seinen Machern widmen. Auch die vormals eigene Reihe Retrospektive wird seit 2012 als Bestandteil der Reihe Hommage weitergeführt.
Zu den Hommagen bekannter Regisseure und Filmschaffender gehörten Sergio Leone (1986), Im Kwon-taek (1990), Lars von Trier (1991), Hal Hartley (1992), Nagisa Ōshima (1992), Stanley Donen (1992), Nanni Moretti (1994), Michael Haneke (1994, 2009), Nelson Pereira (1995), Nicolas Roeg (1995), Robert Wise (1996), Ron Bass (1996), Roman Polański (1999), Miloš Forman (2000), Aki & Mika Kaurismäki (2004), Alan Parker (2004), Barry Levinson (2006), Mike Figgis (2006), Richard Linklater (2007), Werner Herzog (2007), Herbert Achternbusch und Julie Christie (jeweils 2008), Stephen Frears (2009), Ulrich Seidl (2010), Roy Andersson und John Malkovich (jeweils 2011), Melanie Griffith (2012), Alejandro Jodorowsky (2013), Walter Hill, Klaus Lemke, Willy Bogner und Udo Kier (alle 2014), Alexander Payne, Jean-Jacques Annaud und Rupert Everett (alle 2015), Christian Petzold, Bahman Ghobadi und Ellen Burstyn (alle 2016), Reinhard Hauff, Bryan Cranston und Sofia Coppola (alle 2017), Emma Thompson, Terry Gilliam, Lucrecia Martel und Philip Gröning (alle 2018), Antonio Banderas, Ralph Fiennes, Mads Brügger und Joon-ho Bong (alle 2019), Doris Dörrie und Alba Rohrwacher.

### Kinderfilmfest
Gezeigt werden Spielfilme und Kurzfilme, nach Möglichkeit auch Dokumentarfilme für Kinder ab vier Jahren. Es wird ein Kinderfilm-Publikumspreis und seit 2022 auch der CineKindl an den besten Film des Kinderfilmfests verliehen.

### Open Air

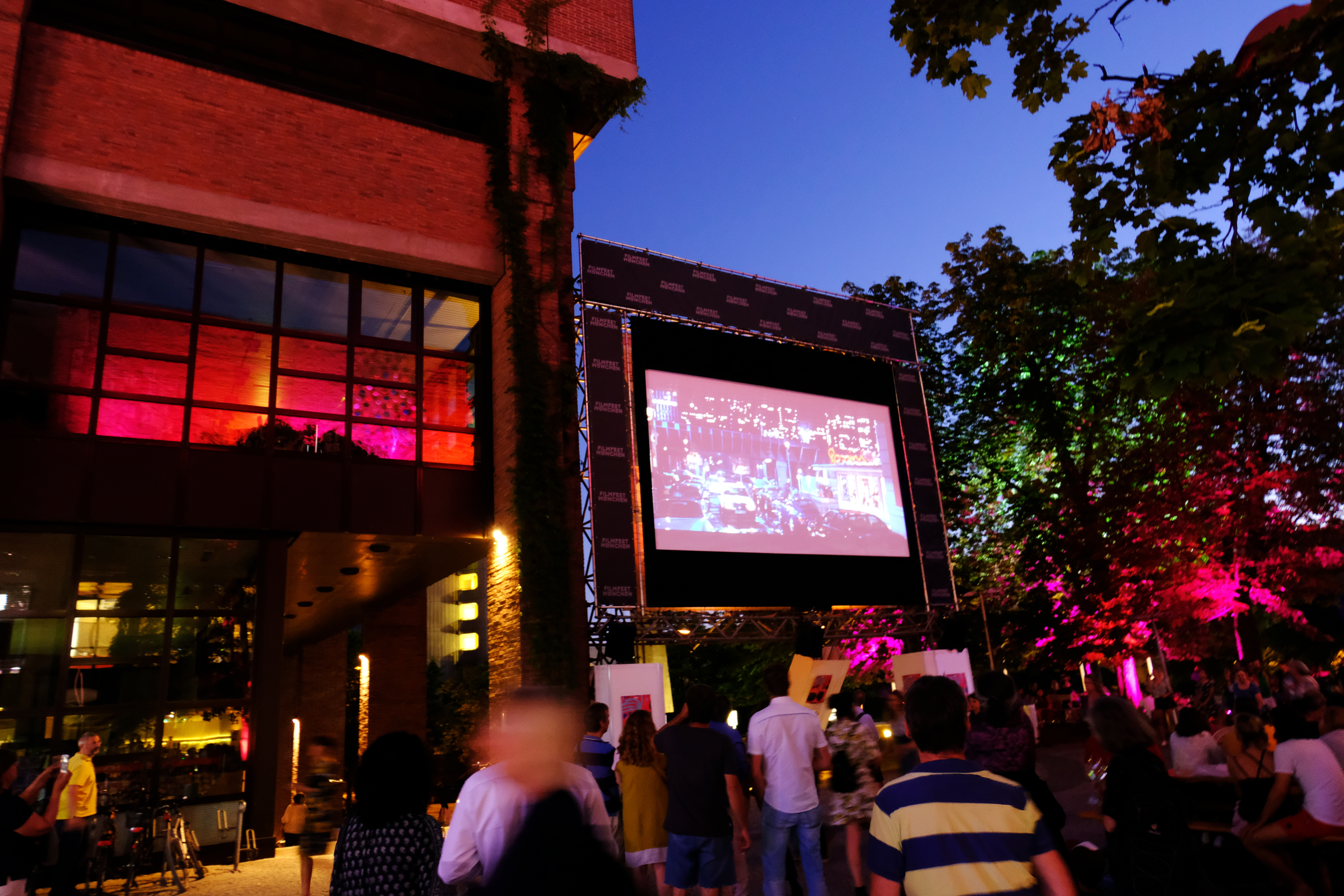
Open-Air-Vorstellung von Rossini am Gasteig (2019)

Nachdem das Festival 2021 pandemiebedingt an vielen Spielstätten als Open-Air-Festival stattgefunden hatte, wird die Kooperation mit dem Kino, Mond und Sterne seit 2022 fortgesetzt. Dort läuft jeden Abend ein Festivalfilm unter freiem Himmel.
Die Reihen Internationales Programm (mit Regisseuren wie Lars von Trier, Quentin Tarantino, Stephen Frears oder Danny Boyle), Nouveau Cinéma Français (mit Filmen der ursprünglichen Nouvelle-Vague-Regisseure (Godard, Chabrol, Rivette, Rohmer) sowie von deren Nachfolgern (unter anderem Tavernier, Chéreau, Leconte, Desplechin); Autorenfilmen junger, noch unbekannter Regisseure; aber auch Beispielen des Polar, des französischen Polizei- und Gangsterfilms), Visiones Latinas (mit Regisseuren wie Pablo Trapero, Lucrecia Martel und Carlos Reygadas) und Fokus Fernost (mit Filmen von Apichatpong Weerasethakul, Brillante Mendoza, Joon-ho Bong) gingen von 2012 an in den neu geschaffenen, oben aufgeführten Reihen auf.

## Veranstaltungen

### Begegnung Filmfest
2009 wurde in Zusammenarbeit mit der Münchner Volkshochschule eine Reihe zur Filmbildung eingeführt: Begegnung Filmfest, bei der das Publikum einen Blick hinter die Kulissen erhält. In der Festivalwoche werden an fünf Vormittagen deutsche Filme und ihre Regisseure vorgestellt.

### Animation Meeting
Der MedienCampus Bayern veranstaltet jedes Jahr eine Podiumsdiskussion und in Kooperation mit filmtoolsConsult das Animation-Meeting auf dem Filmfest München, in deren Rahmen neueste Entwicklungen in der Animationsbranche vorgestellt werden.

### Filmmakers Live
Schauspieler und Regisseure diskutieren mit Filmfans im Anschluss an die Film-Vorführungen in der täglichen Veranstaltungsreihe Filmmakers Live im Festivalzentrum. Der Eintritt ist frei.

## Preise und Auszeichnungen

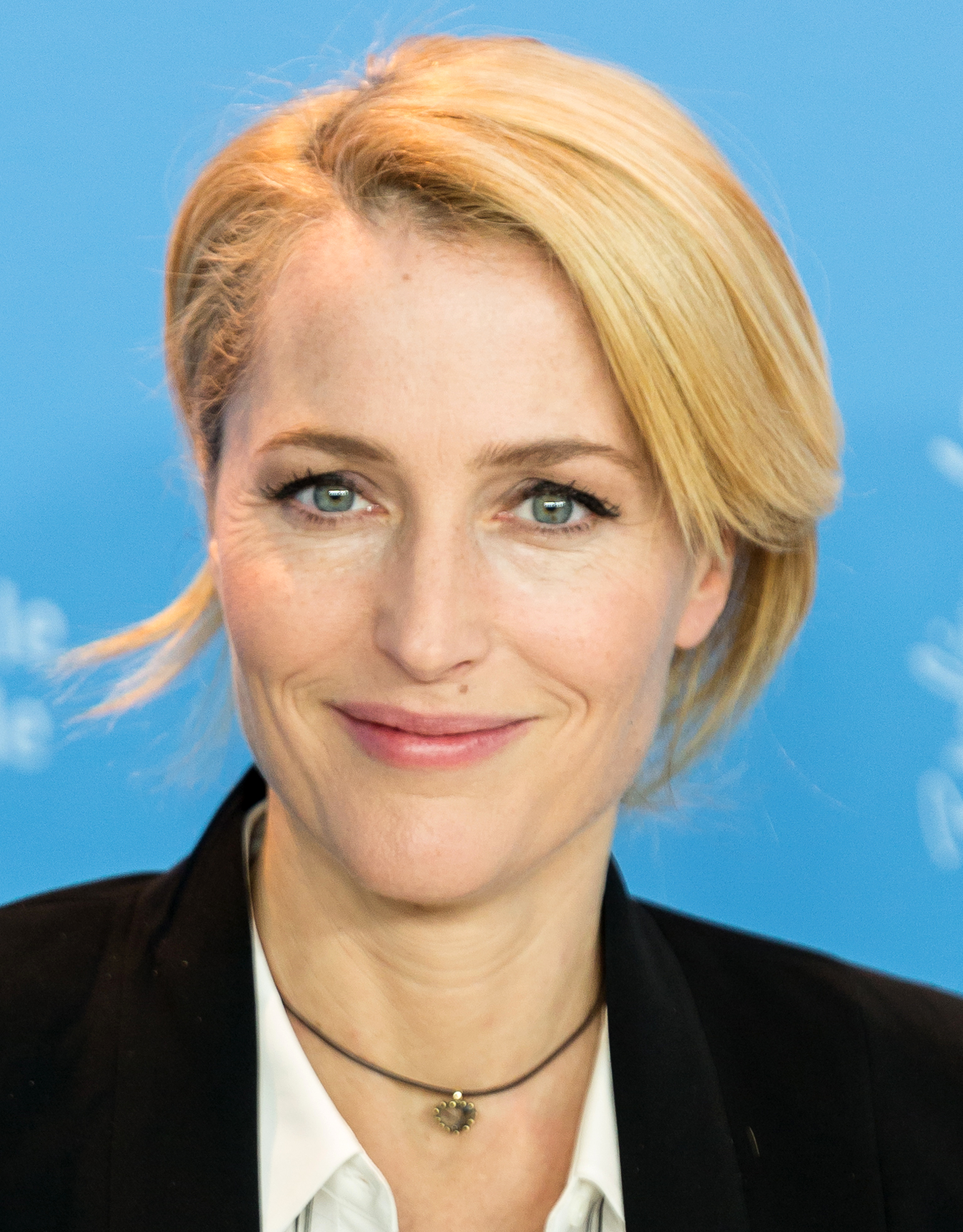
Gillian Anderson, Preisträgerin des CineMeritAward 2025

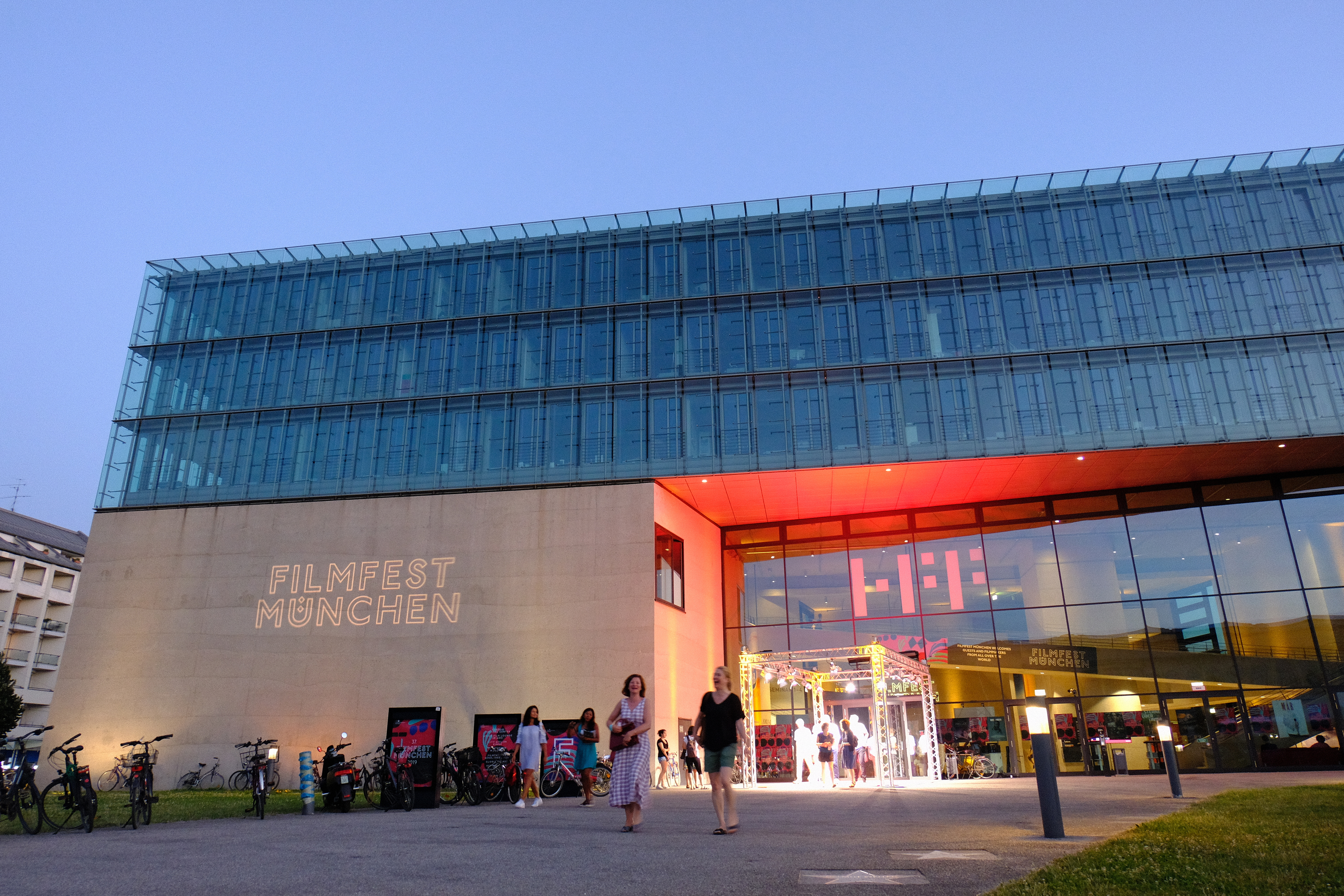
Die HFF während des Filmfest München (2019)

### Aktuell auf dem Filmfest verliehene Preise
Auf dem Filmfest München werden folgende Preise verliehen:
- Mit dem CineMerit Award ehrt das Filmfest München seit 1997 herausragende Persönlichkeiten des internationalen Filmschaffens für ihre Verdienste um die Filmkunst.
- Der CineMasters Award im Wert von 15.000 Euro wird von einer unabhängigen dreiköpfigen Jury für die Regie des besten internationalen Films im gleichnamigen Wettbewerb vergeben. Seit 2025 wird das Preisgeld von Dorint Hotels & Resorts gestiftet.
- Der CineVision Award, den die Firma MPLC stiftet (zuvor ab 2014 Wild Bunch, davor Senator Entertainment AG und die DZ Bank), soll dazu dienen, Jung-Regisseure aus dem Ausland tatkräftig zu unterstützen. Der mit 15.000 Euro dotierte Preis wird auf dem Filmfest München seit 2007 vergeben. Eine unabhängige Jury prämiert einen nicht-deutschen Film (zehn Filme konkurrieren dazu im Wettbewerb CineVision), der sich durch seinen innovativen Charakter auszeichnen und ästhetisch neue Wege gehen soll. Es handelt sich dabei um den ersten oder zweiten Spielfilm des Regisseurs.
- Der CineRebels Award im Wert von 15.000 Euro wird seit 2022 von Audi gestiftet. Er zeichnet internationale Produktionen aus und wird an die Regisseurin oder den Regisseur des Films übergeben.[17]
- Mit dem CineCoPro Award ehrt das Filmfest München seit 2019 die beste deutsche Koproduktion. Er ist mit 100.000 Euro der höchstdotierte Preis des Festivals und wird von einer dreiköpfigen internationalen Jury vergeben. Die nominierten Filme werden als Welt- oder Deutschlandpremiere in München gezeigt. Das Preisgeld kommt aus zusätzlichen Fördermittel des FFF Bayern mit Unterstützung der Bayerischen Staatskanzlei.[18]
- Der Förderpreis Neues Deutsches Kino, gestiftet von der DZ Bank, der Bavaria Film und dem Bayerischen Rundfunk, ist mit insgesamt 70.000 Euro dotiert und wird in den Kategorien Regie (30.000 Euro), Produktion (20.000 Euro), Drehbuch (10.000 Euro) und Schauspiel (10.000 Euro) verliehen. Ausgezeichnet werden Filme aus der Reihe Neues Deutsches Kino.[19]
- Bernd Burgemeister Fernsehpreis (ehemals: VFF TV Movie Award): der von der VFF Verwertungsgesellschaft der Film- und Fernsehproduzenten gestiftete Preis ist mit jeweils 25.000 Euro dotiert. Damit werden herausragende deutsche Fernsehfilme und seit 2022 auch Serien und ihre Produzenten ausgezeichnet.
- Seit 2025 wird für das beste queere Langformat im fiktionalen und nichtfiktionalen Bereich der QMS Award im Wert von 4.000 Euro vergeben. Das Gewinnerprojekt wird von einer divers besetzten, unabhängigen Jury aus fünf Personen ausgewählt. Die Verleihung wird vom FFF Bayern und der Schachtsiek Familien Stiftung gefördert und von Warner Bros. Discovery Deutschland gesponsert.[20]
- Beim Filmfest München Audience Award, vor 2024 Bayern 2 und SZ Publikumspreis, wählen die Besucher des Filmfests München ihren Favoriten aus dem Filmfestprogramm. Der Publikumspreis wurde 2004 zum ersten Mal vergeben.
- Der Young Jury Award wird seit 2024 von fünf jungen Erwachsenen aus München an einen Film vergeben, der das Leben junger Menschen auf besondere Weise auf die Leinwand bringt. Die mit 2.000 Euro dotierte CineWave wird seit 2025 von der Bekleidungsfirma HAKRO gestiftet.
- Den CineKindl Award stiftet seit 2022 die Produktionsfirma megaherz für den besten Film im Programm des KINDERFILMFEST MÜNCHEN. Er ist mit 3000 Euro dotiert und wird an die Regisseurin oder den Regisseur des besten Films vergeben. Die Entscheidung trifft eine dreiköpfige unabhängige Jury.
- Der FIPRESCI Preis, vergeben vom internationalen Verband der Filmkritik, geht an den besten Film in der Reihe Neues Deutsches Kino. Die Entscheidung trifft eine dreiköpfige Jury. Er wird seit 2015 auf dem Filmfest München vergeben.[21]
- Die von katholischen Bistümern getragene Filmbeteiligungsgesellschaft Tellux verleiht im Rahmen des Filmfests den mit 10.000 Euro dotierten Fritz-Gerlich-Preis – den in Erinnerung an Fritz Gerlich gestifteten einzigen katholischen Filmpreis in Deutschland. Ausgezeichnet wird ein zeitgenössischer Spiel- oder Dokumentarfilm, der sich am Beispiel eines in der Gegenwart öffentlich diskutierten Themas gegen Diktatur und Intoleranz wendet.[22]
- Der One-Future-Preis der ökumenisch getragenen Interfilm-Akademie München würdigt Filme, die sich ethisch und filmästhetisch mit dem Thema einer unteilbaren Zukunft für diese Welt auseinandersetzen. Der Preis wird seit 1986 jedes Jahr an einen Film aus dem Gesamtprogramm des Filmfest München verliehen.[23]
- Die Starter-Filmpreise der Landeshauptstadt München werden seit 1985 verliehen, 2019 erstmals im Rahmen des Filmfests München. Jährlich werden drei mit jeweils 8000 Euro dotierte Starter-Filmpreise an künstlerisch herausragende Filme insbesondere von jungen, noch nicht etablierten Münchner Filmemacher und Filmemacherinnen vergeben. Die Preisträgerinnen und Preisträger werden von einer unabhängigen Jury ausgewählt, Preisstifterin ist die Landeshauptstadt München. Der Starter-Filmpreis / Produktion wird für die Postproduktion eines nachfolgenden Films vergeben und von PHAROS - The Post Group finanziert.[24]

### In der Vergangenheit auf dem Filmfest verliehene Preise (Auswahl)
In der Vergangenheit wurden auf dem Filmfest München vergeben:
- Der weiße Elefant: der vom Medien-Club München e. V. initiierte Kinder-Medien-Preis wurde von 2008 bis einschließlich 2022 im Rahmen des Filmfests verliehen. Er zeichnet Produktionen aus, die die Entwicklung von Kindern und Jugendlichen fördern helfen und dazu beitragen, dass die Qualität der Angebote verbessert und vermehrt wird.[25]
- 13th Street Shocking Short: Der Sender 13th Street zeichnete bis 2020 mit diesem Preis innovative Regietalente und unkonventionelle Formate aus. Der Preisträger erhielt einen Backstage-Pass für die Universal Studios, Hollywood.[26]